# Ernst Hermann Seyffardt
Ernst Hermann Seyffardt   (Krefeld, 6 de maig de 1859 - Garmisch-Partenkirchen, 30 de novembre de 1942) fou un compositor i director d'orquestra alemany.
Estudià al Conservatori de Colònia i en l'Escola Superior de Música de Berlín. De 1887 a 1892 va ser director de la Societat Coral de Freiburg i el 1892 director del a Nova Societat Coral de Stuttgart i professor de teoria i piano del Conservatori de la mateixa ciutat.
Entre les seves composicions hi figuren Thusnelda i Trauerfeier für eine Fruhentschlaffene; Schicksalsgesang, per a contralt, cor i orquestra; Aus Deutschlands prosser Zeit, per a solos, cor i orquestra; Friede, escena de concert, per a baríton i orquestra; una Simfonia; fantasia per a violí i orquestra; dos quartets per a instruments d'arc, un d'ells amb piano; una sonata per a violí, i l'òpera Die Glocken von Plurs.